# Wendlandiella gracilis
Wendlandiella gracilis là loài thực vật có hoa thuộc họ Arecaceae. Loài này được Dammer miêu tả khoa học đầu tiên năm 1905.